# Gossina
Gossina est une commune rurale et le chef-lieu du département de Gossina dans la province de Nayala de la région de la Boucle du Mouhoun au Burkina Faso.

## Santé et éducation
La commune accueille un centre de santé et de promotion sociale (CSPS).